# Campionat d'Europa de motocròs (EMX)
|  | Per a altres significats, vegeu «Campionat d'Europa de motocròs (desambiguació)». |

El Campionat d'Europa de motocròs (oficialment: Motocross European Championship, abreujat EMX) és una competició de motocròs d'abast europeu destinada a promoure la competició d'alt nivell entre pilots joves. El campionat fou instaurat el 1988 per l'antiga UEM, anomenada actualment FIM Europe.
Cal no confondre aquesta competició amb l'històric Campionat d'Europa de motocròs organitzat per la FIM entre 1952 i 1956, esdevingut l'actual Campionat del Món a partir de 1957.

## Categories
El campionat ha anat incorporant i eliminant categories al llarg de la seva història. Des del 2012, les actualment vigents s'anomenen EMX 65, EMX 85, EMX 125, EMX 150, EMX 250, EMX 300 i EMX Open.

## Historial
Font:
A 27 de novembre de 2024
| Any  |                  |                      | 125cc               |                    |                      |                    |                       |
| ---- | ---------------- | -------------------- | ------------------- | ------------------ | -------------------- | ------------------ | --------------------- |
| 1988 |                  |                      | Annunzio Fanton     |                    |                      |                    |                       |
| 1989 |                  |                      | Thierry Bethys      |                    |                      |                    |                       |
| 1990 |                  |                      | Cristian Rostagno   |                    |                      |                    |                       |
| 1991 |                  |                      | Alessio Chiodi      |                    |                      |                    |                       |
| 1992 |                  |                      | Massimo Beltrami    |                    |                      |                    |                       |
|      |                  | 80cc                 | 125cc               |                    | 250cc                |                    |                       |
| 1993 |                  | Johnny Aubert        | Mikkel Caprani      |                    | Joakim Eliasson      |                    |                       |
| 1994 |                  | Mathieu Lafaix       | Brian Jorgensen     |                    | Andreas Dygd         |                    |                       |
| 1995 |                  | Eric Sorby           | Marco Stallman      |                    | Mats Nilsson         |                    |                       |
| 1996 |                  | Manuel Rivas         | Thomas Traversini   |                    | Javier García Vico   |                    |                       |
| 1997 |                  | Steve Boniface       | Fabrizio Dini       |                    | Javier Remacho       |                    |                       |
|      |                  | 80cc                 | 125cc               |                    |                      |                    | Open                  |
| 1998 |                  | Nicolas Delepierre   | Steve Boniface      |                    |                      |                    | Jesper Kjær Jørgensen |
| 1999 |                  | Aigar Leok           | Antonio Paricio     |                    |                      |                    | Nenad Šipek           |
| 2000 |                  | Jérémy Tarroux       | Antti Pyrhonen      |                    |                      |                    | Lauris Freibergs      |
| 2001 |                  | Jérémy Tarroux       | Kevin Strijbos      |                    |                      |                    | Michael Milanovic     |
| 2002 |                  | Dennis Verbruggen    | Luca Cherubini      |                    |                      |                    | Sašo Kragelj          |
|      | 60cc             | 80cc                 | 125cc               |                    |                      |                    | Open                  |
| 2003 | Augusts Justs    | Christophe Pourcel   | Sébastien Pourcel   |                    |                      |                    | Christophe Godrie     |
| 2004 | Roberts Justs    | Marvin Musquin       | Matti Seistola      |                    |                      |                    | Andrey Safronov       |
| 2005 | Nicola Recchia   | Mauro Fiorgentili    | Jérémy Tarroux      |                    |                      |                    | Roman Morozov         |
| 2006 | Vaclav Kovar     | Alessandro Lupino    | Dennis Verbruggen   |                    |                      |                    | Matteo Dottori        |
|      | 65cc             | 85cc                 | EMX2                |                    |                      |                    | Open                  |
| 2007 | Tim Gajser       | Jason Clermont       | Gautier Paulin      |                    |                      |                    | Aleksandr Tonkov      |
| 2008 | Davy Pootjes     | Jeffrey Herlings     | Valentin Teillet    |                    |                      |                    | Petr Bartos           |
| 2009 | Ivan Petrov      | Tim Gajser           | Christophe Charlier |                    |                      |                    | Aleksandr Tonkov      |
| 2010 | Brian Hsu        | Brian Bogers         | Syeven Lenoir       |                    |                      |                    | Evgeny Mikhaylov      |
| 2011 | Jorge Prado      | Rostyslav Voytsyckyy | Romain Febvre       |                    |                      |                    | Petr Bartos           |
|      | EMX 65           | EMX 85               | EMX 125             | EMX 150            | EMX 250              | EMX 300            | EMX Open              |
| 2012 | Xylian Ramella   | Davy Pootjes         | Tim Gajser          |                    | Mel Pocock           |                    | Evgeni Tyletski       |
| 2013 | Raivo Dankers    | Conrad Mewse         | Pauls Jonass        | Filippo Grigoletto | Valentin Guillod     |                    | Alexandr Burgreev     |
| 2014 | Nikita Kucherov  | Jago Geerts          | Brian Hsu           |                    | Steven Clarke        | Samuele Bernardini | Semen Rogozin         |
| 2015 | Scott Smulders   | Raivo Dankers        | Jorge Prado         | Emil Weckman       | Nick Kouwenberg      | Marco Maddii       | Martin Michek         |
| 2016 | Edvards Bidzans  | Rene Hofer           | Jago Geerts         | Emil Weckman       | Thomas Kjer Olsen    | Mike Kras          | Martin Michek         |
| 2017 | Mads Sorensen    | cancel·lat           | Brian Moreau        | Andrea Adamo       | Morgan Lesiardo      | Brad Anderson      | Volodymyr Tarasov     |
| 2018 | Brando Rispoli   | Camden McLellan      | Thibault Benistant  |                    | Mathys Boisrame      | Brad Anderson      | Martin Michek         |
| 2019 | Vítezslav Marek  | Edvards Bidzans      | Mattia Guadagnini   |                    | Roan Van de Moosdijk | Mike Kras          | Martin Michek         |
| 2020 |                  |                      | Andrea Bonacorsi    |                    | Thibault Benistant   | Brad Anderson      | Karel Kutsar          |
| 2021 | Lucas Leok       | Vítězslav Marek      | Valerio Lata        |                    | Nicholas Lapucci     | Maximilian Spies   | Davide De Bortoli     |
| 2022 | Ricardo Bauer    | Vítězslav Marek      | Cas Valk            |                    | Rick Elzinga         | Toms Macuks        | José A. Butrón        |
| 2023 | Francesco Assini | Nicolò Alvisi        | Jānis Reišulis      |                    | Andrea Bonacorsi     | Cas Valk           | Pierre Goupillon      |
| 2024 | Roko Ivandić     | Sleny Goyer          | Noel Zanócz         |                    | Mathis Valin         | Marcel Stauffer    | Jakub Terešák         |

### Campionats discontinuats
- 2001:  Cyrille Coulon (125cc junior),  Miroslav Kucirek (open junior)
- 2002:  Jaka Moze (125cc junior);  Juss Laansoo (open junior)
- 2003:  Josef Kulhavy (125cc junior)
- 2004:  Ivo Steinbergs (125cc junior)
- 2005:  Nicolai Hansen (125cc junior)
- 2006:  Marco Maddii (125cc junior)
- 2007:  Klemen Gercar[b] (125cc junior)
- 2008:  Priit Ratsep (125cc junior)
- 2010:  Jordi Tixier[b] (125cc 2T)
- 2011:  Simone Zecchina (125cc 2T)
- 2014:  Albie Wilkie (150cc 4T)
- 2019:  Stephanie Laier (Women),  Martine Hughes (Women 125)

Notes
1. 1 2 3 4 5 6  EMX 2T
2. 1 2  Pilot que va esdevenir campió del món